# Raphia laurentii
Raphia laurentii är en enhjärtbladig växtart som beskrevs av De Wild. Raphia laurentii ingår i släktet Raphia och familjen Arecaceae. Inga underarter finns listade i Catalogue of Life.